# Lech Zygmunt Makowiecki
Lech Zygmunt Makowiecki (ur. 13 sierpnia 1915 w Petersburgu, zm. 9 grudnia 1983 w Oksfordzie) – polski geofizyk, specjalista geofizyki poszukiwawczej złóż surowców mineralnych.

## Życiorys
W 1934 uzyskał świadectwo dojrzałości typu matematyczno-przyrodniczego w I Państwowym Gimnazjum i Liceum im. Stefana Batorego w Warszawie. W tym samym roku rozpoczął studia na Wydziale Górniczym Akademii Górniczej w Krakowie. W czasie studiów był członkiem korporacji studenckiej Montana i pracował w wydziale Stowarzyszenia Studentów Akademii Górniczej. Studia przerwała II wojna światowa.
Wydostał się z kraju i przez Węgry dotarł do Francji, gdzie wstąpił do wojska. Po upadku Francji z wojskiem przybył do Wielkiej Brytanii. Tam ukończył szkołę podchorążych artylerii przeciwlotniczej.
W 1942 został odkomenderowany na Uniwersytet w Birmingham dla ukończeniu studiów w Mining Department. W 1944 uzyskał dyplom inżyniera górnika RAST (Rada Akademicka Szkół Technicznych) na podstawie pracy dyplomowej z dziedziny geofizyki stosowanej. Pracę wykonał pod kierunkiem dr Stanisława Mieczysława Wyrobka. W Birmingham prowadził akcję odczytową na tematy polskie. Był inicjatorem i jednym z założycieli Anglo-Polish Society w Birmingham. W roku akademickim 1946/47 odbył kurs podyplomowy z geofizyki pod kierunkiem prof. Bruckshaw’a, w Royal School of Mines w Londynie. Po ukończeniu kursu uzyskał dyplom DIC (Diploma of Imperial College).
Pracę zawodową rozpoczął w firmie Seismograph Service Ltd. przy interpretacji pomiarów sejsmicznych. W 1950 objął obowiązki Głównego Geofizyka (Chief Geophysicist) w brytyjskiej służbie kolonialnej w Sudanie. Pracował tam pięć lat. W 1955 przeszedł na stanowisko Głównego Geofizyka w Overseas Geological Survey w Londynie, na którym prowadził poszukiwawcze prace geofizyczne w brytyjskich terytoriach zamorskich.
W 1964 rozpoczął pracę dla Organizacji Narodów Zjednoczonych jako geofizyk w ekipach ONZ prowadzących poszukiwania rud metali w Boliwii, a następnie w Panamie. W 1968 został szefem ekipy w Panamie. Prace jego ekipy doprowadziły do odkrycia złoża rud miedzi w tym kraju. W 1971 został powołany do centrali ONZ w Nowym Jorku na stanowisko doradcy technicznego. Pozostał tam do 1979, kiedy przeszedł na emeryturę. Po przejściu na emeryturę brał udział w misjach ONZ w Egipcie, Sudanie, Kuwejcie i w Pakistanie.
Był członkiem założycielem European Association of Exploration Geophysicists w Hadze, w Holandii, oraz członkiem Society of Exploration Geophysicists w Tulsa, Oklahoma, USA.